# Universidad Técnica de Yıldız

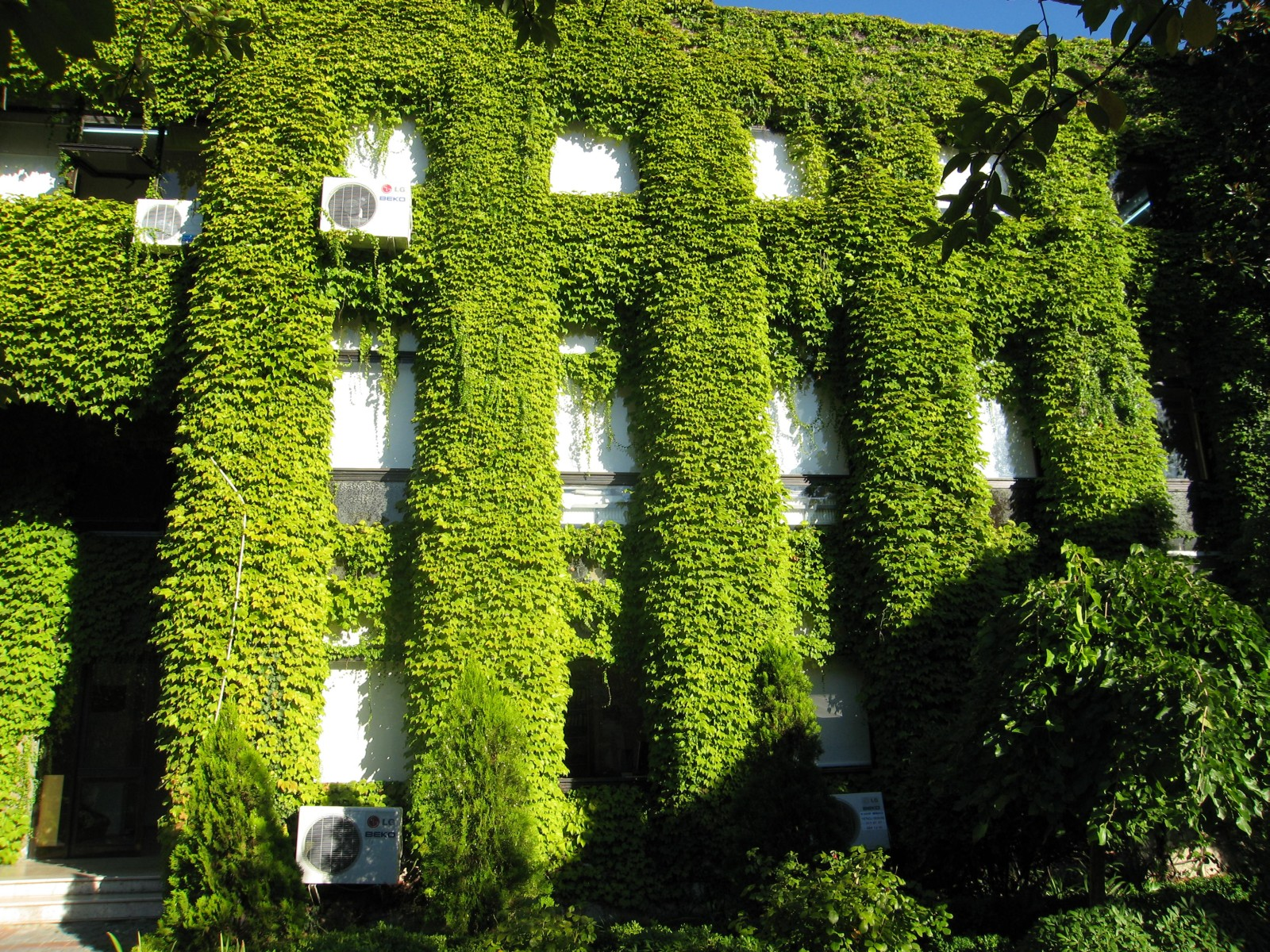
Vista del edificio rectoral

La Universidad Técnica de Yıldız (en turco: Yıldız Teknik Üniversitesi, siglas YTÜ o YTU) es una universidad técnica turca dedicada a las ciencias aplicadas e ingenierías más importantes. Tiene su sede en Estambul, Turquía. El campus principal se sitúa en el palacio de Yıldız, en el barrio homónimo del distrito de Beşiktaş.

## Historia
La historia de la YTÜ se remonta a 1911, cuando fue creada con el nombre de Kondüktör Mekteb-i Âlisi (Escuela Superior de Técnicos o Conductores), para formar "conductores" (después llamados "oficiales de ciencia" y actualmente conocidos como "técnicos") requeridos por la sección de obras públicas de la municipalidad de Istambul. A plantilla y cursos desala de la escuela fueron basados en la "École de Conducteur" y dependía del Ministerio de las Obras Públicas.
El nombre de la escuela fue cambiado para Nafia Fen Mektebi (Escuela de Obras Públicas) en 1922 y la duración de los cursos fue aumentada a dos años y medio en 1926 y tres años en 1931. Después del aumento de las estructuras públicos los nuevos requisitos para servicios técnicos, la ley ordenó el cierre de la Nafia Fen Mektebi y el establecimiento de una escuela técnica capaz de formar profesionales técnicos e ingenieros. La escuela tenía un programa de dos años para técnicos y un programa de cuatro años para ingenieros. En esa altura fueron concedidos a la escuela edificios en los anexos del Palacio de Yıldız que aún hoy están en uso.
Los primeros tiempos, la escuela tenía departamentos de construcción y ciencia mecánica. A partir del semestre de 1942-1943, fueron creados departamentos de electricidad y arquitetura. En 1969 la escuela fue transformada en una institución autónoma de enseñanza superior y de investigación. En 1971, con el cierre de las escuelas profesionales, las escuelas de ingeniería pasaron a quedar bajo la alzada de la Academia Estatal de Ingeniería y Arquitetura de Istambul. Esta institución, juntamente con la equivalente de Kocaeli y la Escuela Profesional de Kocaeli, fueron fundidas para formar la Universidad de Yıldız.
El nombre actual fue atribuido en 1992, cuando también hubo una reorganización que dividió la Facultad de Ingeniería en cuatro facultades: Electricidad y Electrónica; Construcción; Mecánica, Química y Metalurgia; y Economía y Ciencias Administrativas. La Facultad de Ingeniería de Kocaeli y la Escuela Profesional de Kocaeli fueron separadas de la universidad para pasar a integrar la nueva Universidad de Kocaeli. En 2010 a YTÜ tenía 21 473 estudiantes, 1 384, nueve facultades, dos institutos, una escuela  superior profesional y una escuela de lenguas extranjeras.